# Elingetjärnet
Elingetjärnet är en sjö i Färgelanda kommun i Dalsland och ingår i Göta älvs huvudavrinningsområde.